# Lottoschein ins Glück
Lottoschein ins Glück ist eine deutsche Filmkomödie von Dirk Regel aus dem Jahr 2003, die im Auftrag für Das Erste produziert wurde.

## Handlung
Astrid Seibels wurde von ihrem Ehemann Robert wegen einer jüngeren Frau verlassen. So versorgt sie ihre beiden Töchter Imke und Luzie allein und hat von Robert wenig Hilfe. Selbst den Unterhalt zahlt er meist nicht pünktlich und würde ihn am liebsten ganz einstellen. Unglücklicherweise verliert Astrid auch ihren Job und beschließt einfach einmal einen Lottoschein auszufüllen. Sie hat Erfolg, denn sie hat sechs Richtige und ist damit 3-fache Millionärin. Doch den Schein hat ihre Freundin dummerweise verloren und da hierauf kein Name verzeichnet ist, hat Astrid wenig Chance ihren Gewinn einlösen zu können. Sie ahnt nicht, dass ausgerechnet der Mann den Lottoschein gefunden hat, in den sie sich gerade verliebt hat. Aber auch Felix weiß nicht, dass er sein finanzielles Glück Astrid zu verdanken hat. Mit dem Gewinn könnte er nicht nur die Zwangsversteigerung seines Hauses abwenden, sondern auch endlich einen schicken neuen Wagen kaufen. Da ihm ein Freund rät, seiner neuen Geliebten nichts von seinem Glück zu sagen, weil das die Beziehung nur unnötig beeinträchtigen würde, verschweigt er ihr gegenüber Lottogewinner zu sein. Als er jedoch von Astrids verlorenem Schein erfährt, gerät er in einen Gewissenskonflikt. Sein Freund meint jedoch, dass er es sich in seiner finanziellen Lage nicht leisten könne, ein guter Mensch zu sein.
Astrids Exmann kennt die Glückszahlen seiner Frau und wähnt sich nun ebenfalls als Lottogewinner, da ihr Scheidungsvertrag am Tag des Gewinns noch nicht unterzeichnet war. Dass der Schein verlorengegangen sein soll, will er zunächst nicht glauben. Robert versucht über seine Töchter herauszufinden, ob Astrid wirklich die Wahrheit sagt. Als diese keinen Zweifel offen lassen, nutzt er seine Kontakte, um herauszufinden, wer den Glücksschein eingelöst hat. Das gelingt und er setzt Astrid umgehend davon in Kenntnis, dass ausgerechnet Felix jetzt ihr Geld hätte. Sie ist am Boden zerstört und will Felix nie wieder sehen. Da er den Schein zuletzt in seinem Besitz hatte, gibt es keinerlei juristisch Handhabe gegen ihn. Aber so schlecht wie sie von Felix denkt, ist er nicht. Auch ihn plagt das Gewissen und er stellt Astrid, die nichts mehr von ihm wissen will, einfach den Koffer mit dem Gewinn vor die Füße. Ihre Kinder spielen sogleich Monopoly mit echtem Geld, doch Astrid interessiert das eigentlich alles nicht. Sie trauert ihrer verlorenen Liebe hinterher und es tröstet sie wenig, dass sie plötzlich von Robert verwöhnt wird und er ihr vorheuchelt noch immer in sie verliebt zu sein. Aber Astrid merkt sogleich, woher der Wind weht und schlägt das Versöhnungsangebot aus.
Felix hat beschlossen nicht zu warten, bis seine Villa zwangsversteigert wird, sondern will mit seinem Sohn nach Berlin umziehen. Um Astrid davon in Kenntnis zu setzen, fährt er noch einmal zu ihr. Es sagt ihr, wie leid ihm das alles tut und er sich gewünscht hatte, dass das mit ihnen geklappt hätte. Sie wäre das Beste gewesen, das ihm seit langem widerfahren wäre. Als er noch ein letztes Mal Abschied von seinem Grundstück nimmt, steht plötzlich Astrid mit ihren Töchtern vor ihm und er erfährt, dass sie seine Villa ersteigert hat. Ohne viel Erklärungen fragt sie Felix, wie sie wohl ihr Schlafzimmer streichen wollen.

## Hintergrund
Lottoschein ins Glück wurde 2002 in Köln und Umgebung gedreht. Regisseur Dirk Regel verfilmte hier erstmals die Lottogewinn-Thematik, die er 2010 mit seinem Filmprojekt Mensch Mama! erneut aufgriff. Für den Film zeichnete die Real Film Berlin GmbH verantwortlich.

## Kritik
Tilmann P. Gangloff wertet für Kino.de und schrieb: „Mariele Millowitsch glänzt einmal mehr in der Rolle der tapferen Frau, die sich vom Schicksal nicht unterkriegen lässt und trotzig ihr Motto lebt, das sich auch ihre Darstellerin zu eigen gemacht hat: ‚Wenn das Dach über mir einstürzt, kann ich die Sterne sehen‘. Diverse Dialogzeilen im Stil von ‚Girl Friends‘ und ‚Nikola‘ sorgen allerdings dafür, dass die Grundstimmung der Geschichte nicht schwermütig wird. Regisseur Dirk Regel lässt Millowitsch und Nemec viel Raum und sorgt mit einigen wortlos inszenierten Passagen für ein paar sehr hübsche romantische Höhepunkte.“

## Verweise
- Lottoschein ins Glück im Lexikon des internationalen Films
- Lottoschein ins Glück  bei crew united